# Телеэкспо
«Телеэ́кспо» — бывший московский телеканал. Был учреждён Москомимуществом и ТД «Мосэкспо». В эфир по лицензии вышел 1 марта 1995 года на 33 ТВК в Москве и Московской области, однако неофициально вещание телеканала имело место ещё в ноябре 1994 года. Неофициальное вещание формировали музыкальные клипы.
Сетка вещания выстраивалась по классической схеме коммерческого телевидения: рекламные сюжеты о товарах и шоу. По лицензии № 503 от 28 декабря 1994 года, Телеэкспо вещал с 7:00 до 12:30 по будням, с 7:00 до 10:00 по выходным, с 0:30 до 2:00 по понедельникам и с 0:30 до 3:00 в остальные дни недели. Сигнал «Телеэкспо» распространялся только эфирным способом на территории Москвы и Московской области на пятой кнопке, перекрывая с 1995 по 1997 год передачи ГТРК «Петербург — Пятый канал», а с 1997 по 2001 год — телеканала «Культура».
Редакции и студии телеканала располагались в телецентре «Останкино» (АСК-1), брендированный флаг «Телеэкспо» висел до 2001 года на флагштоке неподалёку от входа в его здание. С 1998 года, когда «Телеэкспо» стал де-факто одним из департаментов в структуре «MTV Россия», его редакции переехали из «Останкино» в 1-й Щипковский переулок, д. 1, в помещение этого телеканала. При этом в телецентре осталась служба выпуска телекомпании, единственное существовавшее автономно от головной структуры подразделение.
Согласно среднесрочной программе приватизации государственного имущества города Москвы на 2011—2013 годы, акции МТК «Телеэкспо» подлежали приватизации, однако организация была ликвидирована раньше упомянутого срока — 23 августа 2010 года — по причине отсутствия новых сведений о финансовой отчётности в течение срока более 12 месяцев, предшествовавших решению о предстоящей ликвидации юридического лица.

## История

### 1994—1998
Осенью 1994 года мэр Москвы Юрий Лужков направил письмо руководителю ФСТР Александру Яковлеву в котором посетовал на ограниченность времени вещания московской телепрограммы (МТК). Лужков в целях «более глубокого освещения культурного потенциала Москвы и Московской области» попросил Яковлева выдать московской компании «Телеэкспо» лицензию на часть эфирного времени на той частоте, которую занимает ГТРК «Петербург — Пятый канал» (33 ТВК в Москве и Московской области), а именно 12 часов в будни и 9,5 часов в выходные дни. На тот момент в утренние часы на «Пятом канале» выходила в эфир телекомпания «Свежий ветер». Возникла конфликтная ситуация, однако в ней было найдено решение: утром на Москву и Московскую область передачи «Свежего ветра» выходили с логотипом «Телеэкспо», сама же телекомпания «Телеэкспо» вела активное вещание в первые месяцы лишь ночью (в утренние часы периодически выходили лишь реклама и телемагазины).
С 1995 года между финальной заставкой телеканала и настроечной таблицей показывались часы 1-го канала Останкино/ОРТ (сначала 1994—1996 годов, позже 1996—2000 годов без звука), в 1999—2003 годах могли появляться часы телеканала «Культура» без логотипа. В первые годы вещания на «Телеэкспо» также иногда показывались передачи, имеющие непосредственную связь с каналом ОРТ (как организованная этим каналом футбольная телеигра «Англия-1996. На пути к Уэмбли» с ведущим Виктором Гусевым, в которой на телеэкране впервые появился ныне известный комментатор Юрий Розанов).
Тот факт, что передачи телекомпании «Свежий ветер» выходили без логотипа вещателя, не остался без внимания, из-за чего «Свежий ветер» был вынужден покинуть эфир, а ГТРК «Петербург — Пятый канал» по решению суда лишилась утреннего эфира. Таким образом, с 1 января 1996 по 31 октября 1997 года «Телеэкспо» стало выходить в эфир и утром, на регионы же (в том числе и сам Санкт-Петербург) вещание по утрам на частотах «Пятого канала» отсутствовало вовсе. В мае-июне 1996 года в утренние (до 12:30) и ночные (с 1:00) часы на частотах ГТРК «Петербург — Пятый канал» (за исключением Москвы) шла трансляция программ «Муз-ТВ», осуществлявшаяся в рамках предвыборной кампании Бориса Ельцина во время президентских выборов, одним из слоганов которой был «Голосуй, или проиграешь». В случае, если к 0:30 по «Пятому каналу» продолжалась какая-либо передача или художественный фильм, его трансляция обрывалась на полуслове, после чего начиналось вещание «Телеэкспо», а если вещание из Петербурга заканчивалось до 0:30, то после окончания эфира совещателя транслировалась безразмерная заставка «Телеэкспо», перебиваясь на несколько секунд с отбивкой о начале вещания в 0:30. При выпадении на будний день какого-либо государственного праздника или выходного до и после него (1 и 2 января, 8 марта, 1 или 9 мая, 12 июня, 7 ноября и 12 декабря) телеканал всё равно придерживался стандартного графика вещания и завершал показ утренне-дневного блока в 12:30. Также, по аналогии, если суббота или воскресенье по случаю переноса праздничных дней были рабочими днями, то телеканал придерживался объёма вещания выходных дней и завершал показ утреннего блока в 10:00. Первоначально утренний блок вещания ежедневно начинался в 8:00, затем в будние дни его начало сдвигалось постепенно: сначала до 7:30, затем до 7:00, а позже и до 6:30.
С 8 июня 1998 года эфир стал начинаться в 7:00 ежедневно. В отдельных случаях эфир мог заканчиваться в 3:30, а в новогодние ночи телеканал вообще не отключался на перерыв (при этом 31 декабря 1997 и 1999 годов в программе предусматривались технические перерывы с 4:00 и 6:30 соответственно). Иногда в дни профилактических работ на 33 ТВК в Москве и Московской области, проходивших в один из понедельников месяца, утренний эфир телеканала также отсутствовал и в таких случаях вещание на частоте начинал основной вещатель частоты: «Пятый канал» — с 14:00, позже с 14:30, телеканал «Культура» — с 12:30.
С 1998 по 2001 год в некоторые предпоследние понедельники месяца эти же профилактические работы одновременно распространялись ещё и на 38 ТВК в Москве и Московской области, где проходили до 17:00. В случае проведения профилактических работ на 33 ТВК в Москве и Московской области с 10:00 до 18:00 утренний блок «Телеэкспо» выходил урезанным с 7:00 до 10:00.
По окончании вещания телеканала в эфире появлялась УЭИТ с указанием текущего времени, использовавшаяся в 1990-е и 2000-е годы на профилактических работах телеканалов ОРТ, НТВ (до 1997 года) и ТВ-6 (затем ТВС) в 1996—1997 годах перед началом эфира основного владельца частоты — «Пятого канала» (за 10—20 минут) появлялась его настроечная таблица с логотипом.
С 1997 года в случаях, если на телеканале «Культура» шли профилактические работы к 12:30, использовалась таблица ГЦП этого телеканала, в остальных случаях после окончания утренне-дневного блока передач «Телеэкспо» вещание переключалось на заставку начала эфира телеканала «Культура» (в 12:30 по будням и в 10:00 по выходным).
В мае 1995 года телеканал стал печататься в некоторых печатных изданиях (например, газеты «Антенна-Телесемь», «Аргументы и факты», «Все каналы ТВ», «Московский комсомолец», «Вечерняя Москва», «Русский телеграф», «Российская газета» (внутри сетки вещания «Пятого канала», затем телеканала «Культура» без указания конкретного содержания), «Правда» (до 1998 года, внутри сетки вещания телеканала «Культура»), «Сегодня» (до 1997 года), «Новые Известия» (до 1998 года), «Комсомольская правда» (до 1997 года), «Известия» (до 1997 года) и журналы «7 Дней», «ТВ Парк», «МК-Бульвар», «TV-Парад», а также пресса в городах Московской области).
Сетка вещания
Сетка «Телеэкспо» была составлена преимущественно из многочисленных магазинов на диване, передач музыкального («Живьём с Максом», «Музыкальный коктейль», «КлипSа», «Манхэттен Муз-Экспресс», «Музыкальные слухи»), авторского («Антропология» Дмитрия Диброва, «Злоба дня» и «А-Эротика» Алексея Шахматова) или развлекательного характера («Джентльмен-шоу», «Шоу долгоносиков», «Рандеву со звездой»), а также музыкальных клипов. Позднее на телеканале стали показывать различные телесериалы, преимущественно — мексиканского производства, художественные фильмы и телевизионные концерты. Один раз на телеканале была показана спортивная трансляция по баскетболу.

### 1998—2001
В 1996 году у торгового дома «Мосэкспо» появились проблемы по основному виду деятельности: если в первый год существования телеканала через него удавалось реализовать товары на сумму в сотни тысяч долларов в месяц, то затем продажи сильно упали — более чем в два раза. Причинами стали развитие конкуренции в лице телемагазинов других телеканалов (например, «Спасибо за покупку!» на ТВ-6) и магазинов рыночной торговли, которые к тому же предлагали продукцию по заметно меньшей стоимости, чем «Мосэкспо», и, как следствие, более доступную среди населения. Концепция телемагазина, в котором реализовывался легальный растаможенный товар, на фоне расширения торговли «подделками китайского производства по цене в два раза ниже» была признана неудачной, и «Мосэкспо» принял решение продать принадлежащие ему акции телеканала, ставшего непрофильным бизнесом.
В 1998 году собственником 70 % акций ОАО «Телеэкспо» стал инвестиционный фонд Russia Partners, который в тот же период являлся партнёром Бориса Зосимова по подготовке и запуску российской версии MTV. Инициатором сделки стал Зосимов, желавший осуществлять вещание телеканала на более широкую зону покрытия Москвы и Московской области. Незадолго до этого, с 1 апреля, на «Телеэкспо» стал выходить ряд программ с параллельным логотипом подконтрольного предпринимателю телеканала BIZ-TV, ранее сотрудничавшего с 2x2, а летом того же года эфир практически полностью стал состоять из программ, ставших неотъемлемой частью российского MTV в его первые три-четыре года вещания. Приобретённые Russia Partners акции «Телеэкспо» позднее были оформлены в собственность компании «Музыкальный сигнал», которая была зарегистрирована по тому же адресу, откуда выходил в эфир «MTV Россия».
Вследствие этой сделки генеральный директор «Телеэкспо» Кирилл Лыско перешёл на пост вице-президента телеканала «MTV Россия» по вещанию, номинально при этом сохраняя свою прежнюю должность, а с 26 сентября 1998 года трансляция собственных программ была окончательно прекращена. С 0:30 этого дня по лицензии «Телеэкспо» с логотипом телеканала в правом нижнем углу вещал телеканал «MTV Россия» в утреннее и ночное время. Однако согласно Указу Президента РФ о создании телеканала «Культура» не указывалась возможность появления на 33 ТВК в Москве и Московской области, каких-либо других телеканалов-«соседей». Ретрансляция «MTV Россия», по словам председателя совета директоров телеканала Бориса Зосимова, осуществлялась на «Телеэкспо» исключительно в целях привлечения зрительского внимания к этому телеканалу и бренду MTV в частности.
С 27 августа по 5 сентября 2000 года из-за пожара на Останкинской телебашне, вещание «MTV Россия» на частоте «Телеэкспо» не осуществлялось. Трансляция телеканала была возобновлена в ночь с 5 на 6 сентября 2000 года. Также с 5 по 24 сентября 2000 года вещание «MTV Россия» на «Телеэкспо» осуществлялось круглосуточно с 0:30 до 12:30 по будням и с 0:30 до 10:00 по выходным без четырёх- и пятичасового перерыва с 2:00 до 7:00 и с 3:00 до 7:00, который практиковался ранее. Делалось это в связи с тем, что эфир «MTV Россия» на своей частоте (38 ТВК в Москве, дневные и вечерние передачи) был восстановлен несколько позднее, а на момент возобновления вещания «Телеэкспо» он и вовсе отсутствовал.
С 25 сентября 2000 года круглосуточное вещание телеканала было отменено и в 2:00 по понедельникам, и в 3:00 в остальные дни недели он снова стал переключаться на настроечную таблицу или заставку часов телеканала «Культура», которая до 2003 года была идентична часам телеканала РТР, в 2002—2003 годах — телеканала «Россия». При этом до 8 октября 2000 года вещание утреннего блока начиналось в 6:00 МСК.

### 2001—2003
В августе 2001 года в прессе появилась первая информация о том, что эфирные часы MTV-«Телеэкспо» будут переданы либо телеканалу «Культура», либо международному новостному телеканалу «Euronews». Также отмечалось, что совместное существование на одном телеканале «Культуры» и «Euronews» выглядит более естественным, чем «Культуры» и MTV. Планировалось, что программы телеканала MTV будут демонстрироваться на «Телеэкспо» до истечения лицензии.
Со 2 октября 2001 года (без предварительного упоминания в телепрограммах до 14 октября) вместо «MTV Россия» по лицензии «Телеэкспо» стали транслироваться передачи европейского новостного телеканала «Euronews» на русском языке. Поначалу «Euronews» по лицензии «Телеэкспо» транслировался с 0:30 до 3:00 и с 6:30 до 12:30 по будням, перекрывая часть утренних передач телеканала «Культура».
С 15 октября 2001 по июль 2003 года в ряде печатных изданий («7 Дней», «ТВ Парк», «Аргументы и факты») столбец, ранее закреплённый за «Телеэкспо», продолжал публиковаться: в нём ввиду отсутствия жёсткой сетки вещания на «Euronews» всегда писался один и тот же текст: «Выпуски новостей агентства „Евроньюс“ на русском языке», а в «Аргументах и фактах» и «ТВ Парке» — с 22 и 29 октября того же года; с 15 по 21 октября 2001 года столбец с программой передач «Euronews» в обоих изданиях отсутствовал.
С 1 апреля 2002 года в связи с появлением на телеканале «Культура» программы Андрея Максимова «Ночной полёт» нижняя граница блока «Euronews» съехала с 0:30 на 1:00, а с 30 сентября 2002 года блок урезали до 10:00.
С 30 ноября 2002 года телеканал «Euronews» стал транслироваться по лицензии телеканала «Культура» внутри его сетки вещания на всей сети распространения этого телеканала.
В первые дни войны в Ираке (середина марта 2003 года) вещание «Euronews» в Москве осуществлялось в ночном эфире телеканала «Культура» в течение всего выделенного переходного блока «ночь-утро» с 1:00 до 10:00 мск (на одной из московских записей эфиров присутствует фрагмент с телеканала, записанный, согласно плашке в правом верхнем углу, в 6:11 по багдадскому времени, которое на тот момент совпадало с московским).
Лицензия «Телеэкспо» истекла 8 июня 2003 года, о чём свидетельствовали регистрационная карточка телеканала как СМИ, исчезновение из ряда печатных изданий выделенного под «Euronews» отдельного столбца (начиная с 30 сентября 2002 года) и начало публикации его утреннего блока с июля 2003 года как отдельной программы в сетке вещания телеканала «Культура» (о ночном блоке существовали только косвенные упоминания).
Согласно данным из ЕГРЮЛ, компания «Телеэкспо» прекратила своё существование 23 августа 2010 года.

## Передачи
- Автоклуб
- Авторский вечер композитора Андрея Никольского
- Азбука детства
- Актуально — насущно (1996—1998, ранее на «Пятом канале»)
- Англия-1996. На пути к Уэмбли с Виктором Гусевым (1996)[27]
- Антропология[49][104] (1997—1998, позже на «НТВ»)
- Аукцион
- А-Эротика (1996—1998, ранее на телеканале «2x2»)
- В постели с…[68] (1997—1998)[105]
- Ваш дом в Европе
- Весёлкин-магазин
- Вечером в Москве
- Визаж
- Вне игры
- Время Хит FM
- Гнездо глухаря (позже на телеканале «ТВ Центр» как «Полёт над Гнездом глухаря» и на телеканале «Звезда» под оригинальным названием)
- Госпожа Люба приглашает
- Грязные гонки
- Дарящий счастье календарь
- Детская программа
- Джаз на главной улице
- Джентльмен-шоу
- Джинсы, джинсы, джинсы...
- Его величество бильярд! (1996—1997)
- Если хочешь быть здоров[106] (1996—1998, позже на «31 канале»/«М1» и «ТВ-3»)
- Железный марш
- Живьём с Максом (также на «Пятом канале», позже на «Муз-ТВ»)
- Загадки древних тайн
- Звёздный час «Спартака»
- Злоба дня с Алексеем Шахматовым[107]
- Золотая удочка (1995—1996)
- К истокам
- Канал для влюблённых
- Кафе Руслана Раевского
- КлипSа (1997—1998, позже на «ТНТ»)
- Клуб детективов[108]
- Клуб „Здоровая семья“ (ранее на телеканале «М-49» и «REN-TV», позже на «СТС» и «ТВ-3»)
- Коллекция
- Комната смеха
- Концерт Бостонского оркестра
- Купонный мир
- Лаборатория
- Лучшие целители (1997—1998, позже на «ТВ-3»)
- Магазин на диване (1996—1998)[109]
- Манхэттен Муз-Экспресс
- Мастерружьё
- Мелодия любви. Эротическая программа (1995—1996)
- Милицейские истории
- Мир красоты
- Мир чудес Анжелики Эффи (ранее на телеканале «2x2», позже на «ТВ-6»)
- Москва пассажирская (1997, ранее на «ГКТ» под названием «Москва транспортная», позже на телеканале «Столица»)
- Музыка на канале
- Музыкальные слухи
- Музыкальный коктейль
- Музыкальный прилавок
- Музыкальный сюрприз (1995)
- Непознанное (позже на «31 канале»/«М1» и «ТВ-3»)
- Непоседа (1996)
- Новости волшебного мира семян
- Новости красоты
- Ночь моды в Титанике
- Ночь моды от Модус Вивендис
- Объектор 2 (1997)
- Однажды утром[110] (1998)
- Отдых +[111]
- Открытые системы. Новости компьютерных технологий
- Охотники за привидениями (1997—1998)
- Перед сном (1995)
- Полный вперёд[112] (главный редактор — Сергей Асланян, эксперт — Александр Пикуленко)
- Полчаса о туризме (ранее на «МТК»)
- Помоги мне, Лилиана! (1998, ранее на телеканале «2x2», также и позже на «31 канале»)
- Последняя надежда
- Прелюдия
- Пресс-пати А. Вульфа (ранее на телеканале «2x2»)
- Приемная доктора Богданова
- Программа Вальтера Каста
- Программа о новинках книжного мира
- Программы «Интервидения»
- Путешествие с «Энджой Трэвел»
- Рандеву со звездой
- Религиозная программа
- Ресторанный рейтинг (1997—1998, ранее на «ТВ-6», позже на «31 канале»)
- Рецепты от Цептера (позже на «ТВ-6»)
- Родник
- Роллер-шоу
- Русская масленица на Воробьевых горах
- Светский спорт
- Свободный выбор
- Силы исцеляющие. Виолетта Городинская
- Синема
- Слишком…
- Советы от Филей (позже на телеканале «Столица»)
- Союзинформбюро
- Спорт-клуб
- Спорт, спорт + sport (1996—1997)
- Студия Союз представляет
- Супермагазин
- Тайное станет явным (1997)
- Танцевальный рай
- ТВ-клуб
- Телебиржа недвижимости
- Телеказино[113] (1996—1997)
- Телекасса (1995—1997)
- Телеярмарка
- Товары почтой
- Утро с доктором Егоровым
- Фарс-мажор (ранее на телеканале «РТР» и «Северная корона», позже на телеканале «Столица»). Автор и ведущий — Владимир Гречанинов[114]
- Формула успеха
- Фортуна
- Хай Энд — High End
- Христос во всём мире
- Центр «ДАР» представляет…
- Центр-ювелир представляет…
- Школа XXI века
- Шоу долгоносиков
- Шоу от «Европы плюс»
- Экстро-НЛО (1995—1996, ранее на «1-м канале Останкино», позже на «31 канале»/«М1»)
- Ярмарка профессий (1998, позже на телеканале «Московия»)

С 26 сентября 1998 по 2 октября 2001 года собственные передачи не транслировались, велась полная ретрансляция передач телеканала «MTV Россия» (среди них «Бодрое утро», «News Блок», «Каприз», «Тихий час», «12 злобных зрителей», «Рандеву», «Музыкальное чтиво», «Новая атлетика», «Биоритм», «Утренний завод», «ПапараЦцi», «Банзай!», «Sony PlayStation», «Высшая проба», «Бивис и Баттхед», «Стилиссимо» и другие) с 7:00 до 12:30 по будням и с 7:00 до 10:00 по выходным, или с 0:30 до 2:00 по понедельникам и с 0:30 до 3:00 в остальные дни недели. Рекламные блоки также полностью соответствовали оригинальной трансляции MTV Россия (до 13 декабря 1998 года логотип «Телеэкспо» отключался).
Ретранслируя «MTV Россия» 13 сентября 2001 года телеканал в 12:00 прервал своё вещание в связи с минутой молчания по жертвам террористических актов в США, воспользовавшись видеорядом новостной хроники тех дней со звуком тиканья часов в качестве звуковой подложки. Перед этим со своей речью выступил ви-джей Александр Анатольевич. Аналогичную паузу на минуту молчания сделали и другие российские эфирные телеканалы, но со своим художественным решением (ОРТ, РТР, НТВ, ТНТ, ТВ-6, «Культура», ТВ-3, СТС, REN-TV, «Муз-ТВ», ТВЦ, «Прометей АСТ», некоторые другие региональные телеканалы РФ, как «Столица» из Москвы и ТРК «Петербург» из Санкт-Петербурга).

## Сериалы
- Никто, кроме тебя
- Моя вторая мама
- Иоланда Лухан
- Улица Карно
- Такова жизнь
- Старая обида
- Возвращение в Эдем